# Barbara Ćwiorová
Barbara Anna Ćwiorová (nepřechýleně Barbara Ćwioro) je polská diplomatka, v letech 2018 až 2020 byla velvyslankyní Polska v Česku.

## Život
Vystudovala orientální filologii (íránistiku) na Jagellonské univerzitě. Roku 2004 absolvovala na Diplomatické akademii polského ministerstva zahraničních věcí.
V letech 2004 až 2005 pracovala v odboru států Afriky a Blízkého východu na ministerstvu zahraničí a poté plnila funkci asistentky náměstkyně ministra. Pracovala na konzulátu v Lyonu a na velvyslanectví v Teheránu. V letech 2008 až 2014 postupně pracovala v odboru Evropské unie, v odboru společné zahraniční a bezpečnostní politiky a v odboru států Afriky a Blízkého východu ministerstva. V letech 2014 až 2016 zastávala funkci vedoucí referátu pro politické a ekonomické záležitosti na velvyslanectví Polska v Bruselu. Po návratu do Polska v letech 2016 až 2018 byla zástupkyní ředitele, později ředitelkou odboru evropské politiky ministerstva zahraničí. Od 11. září 2018 byla velvyslankyní Polska v Česku. 30. června 2020 ji prezident Andrzej Duda odvolal, důvodem mělo být šikanování podřízených, odhalené příslušnou komisí ministerstva zahraničí.
Ovládá angličtinu, perštinu, francouzštinu a italštinu.